# FK Spartak Subotica
Fudbalski klub Spartak Subotica (srbskou cyrilicí Фудбалски клуб Спартак Суботица) je srbský fotbalový tým z města Subotica. Spartak hraje srbskou nejvyšší soutěž, SuperLigu. Klub byl založen v roce 1945 a byl pojmenován po Jovanu Mikiću Spartakovi, lídrovi Jugoslávských partizánů v Subotici, který byl národním hrdinou zabitým v roce 1944. Na konci se klub sloučil s týmem FK Zlatibor Voda a nový tým se pojmenoval Spartak Zlatibor Voda. V roce 2013 se vrátil původní název Spartak Subotica.